# Veluxfondene
Veluxfondene betegner samarbejdet mellem Villum Fonden og Velux Fonden.
Villum Fonden og Velux Fonden er to selvstændige danske fonde, begge stiftet af Villum Kann Rasmussen.
De har forskellige bestyrelser men deler sekretariat og hjemmeside. Sekretariatet ligger i Søborg.
Projektet "Algoritmer, Data og Demokrati" nyder støtte fra både Villum Fonden og Velux Fonden.